# Wood Dale
Wood Dale – miasto w Stanach Zjednoczonych, w stanie Illinois, w hrabstwie DuPage.